# Ibema
Ibema es un municipio brasileño del estado de Paraná. Su población estimada en 2004 era de 5.752 habitantes.